# Шаїрі
Шаї́рі — чотирирядкова строфа на шістнадцять складів з дактилічним або парокситонним моноримним римуванням.
Шаїрі — панівний у грузинській поезії до 18 ст. віршовий розмір, простежується у найдавніших пам'ятках грузинської лірики, цією строфою написано відому поему Ш. Руставелі «Витязь у тигровій шкурі», перекладену українською мовою М. Бажаном. Крім «високого шаїрі», який використав грузинський поет, він застосував «низький шаїрі»: відповідно — (4+4+4+4) та (5+3+5+3).
До розміру шаїрі зверталися й українські поети, зокрема М. Рильський у вірші «Шота Руставелі»:

«Хто бере — усе той тратить, хто дає — усе придбав».
Чи не він, поет, це слово для нащадків проказав?
І така його поема, ніби щедрості рукав,
Що широко розсипає сотні сот квіток і трав.

## Джерело
- Літературознавчий словник-довідник / Р. Т. Гром'як, Ю. І. Ковалів та ін. — К.: ВЦ «Академія», 1997. — с. 738